# 218P/LINEAR
218P/LINEAR, też LINEAR 29 – kometa krótkookresowa, należąca do rodziny Jowisza.

## Odkrycie
Kometa została odkryta 29 kwietnia 2003 roku w ramach programu obserwacyjnego LINEAR.

## Orbita komety i właściwości fizyczne
Orbita komety 218P/LINEAR ma kształt elipsy o mimośrodzie 0,49. Jej peryhelium znajduje się w odległości 1,7 j.a., aphelium zaś 4,98 j.a. od Słońca. Jej okres obiegu wokół Słońca wynosi 6,11 roku, nachylenie do ekliptyki to wartość 18,16˚.
Jądro tej komety ma rozmiary maks. kilku km.